# カルローズ
カルローズ（Calrose）は、アメリカ合衆国カリフォルニア州発祥の中粒種のジャポニカ米の品種である。カリフォルニア米(カリフォルニアで生産される米の総称)の一種。

## 概要
1948年にカリフォルニア州で開発され、中粒種を中心としたカリフォルニア州の米産業の基盤となった。カルローズはCaloroとCaladyを交配させたものにCaladyを戻し交配したものである。このCaloroは早生渡船から選抜された品種で、Caladyの種子親でもある。カリフォルニア州で栽培されている約80%はカルローズである。アメリカ国内使用および大韓民国、中華民国、香港、カナダ、スペインなどをはじめとする40カ国以上に輸出されているため、よく知られている。
日本では主食用の外国米のシェア8割を占め、外食産業が日本のコメ流通量や為替相場によって、割安となるカルローズを使用する例が見られる。吉野家では2017年から2022年まで、カルローズと日本産米のブレンドを使用したほか、幸楽苑ホールディングスではチャーハンに使用している。2025年には日本国内で米の価格上昇と不足が進行したことから、カルローズをミニマムアクセス枠を超えて輸入し関税を支払っても、国産米より1割ほど安価に販売できる状態になった。

## 特徴
短粒種のコシヒカリやあきたこまちが硬いのに対して、カルローズは柔らかい:17。おにぎりや寿司にも使用される:17。単に炊いて食べるのにも向く:17。スープ・サラダにも使われる:17。ただしリゾットにはアルボリオ米の方が向いている。また、日本で市販されている短粒種に比べて、少し長めに水につける必要がある。
なお、市販されている米ではカルローズと書かれていても、実際には短粒種も混じっている。
カリフォルニア産の短粒種は全て日本向けである。

## 歴史
アメリカにおけるイネの栽培は17世紀にさかのぼる:3。
カリフォルニアでも19世紀に主に中国からの移民が増えたことで米の需要が発生したが、暑すぎるためイネの栽培には長らく成功しなかった。1908年に土壌学者のW.W.Mackieが日本から輸入した中粒種の品種を使い、サクラメント・バレーのビッグズではじめてイネの栽培に成功した。商業的な生産が1912年にはじまった:4。
ビッグズにはカリフォルニア米の試験場が作られ、ここでいくつもの新しい品種が開発された。Caloroという品種は1921年から栽培されるようになった短粒種（パール）で、1949年にはカリフォルニアで栽培されるイネの80%を占めていた:11-13。この短粒種Caloroに長粒種のLady Wrightを交配させたのが1934年の中粒種のCaladyで、質はよかったが収穫量が少なかったために普及しなかった:13。1948年にCaloroとCaladyを交配させることで開発されたのがカルローズである:14。CalroseのCalはカリフォルニアで開発されたことを意味し、Roseは中粒種であることを意味する。またカリフォルニア（Cal）のバラ（Rose）という意味もある。ほかにもArkrose, Gulfrose, Northroseなど「Rose」のついた中粒種の品種がある。在米日本人に人気のある国宝ローズも中粒種である。
現在カリフォルニアでは公的に認められたイネの品種が17種類ある:7。カリフォルニアの米の95%が短粒種・中粒種のジャポニカ米であり:13、アメリカ合衆国全体で長粒種が74%を占めているのと大きく異なる:1-2。

## 脚註
1. 1 2 3 4  “USAライス連合会｜アメリカ米について｜カルローズについて”. USAライス連合会｜アメリカ米について｜カルローズについて. 2025年5月13日閲覧。
2. ↑  T.H., Johnston. “Registration of Rice Varieties1”.   Genetics Society of America. 2019年2月11日閲覧。
3. ↑  “吉野家がコメを「100%国産」に切り替え 背景に輸入米価格の高騰も”.   NEWSポストセブン (2022年7月4日). 2022年7月12日閲覧。
4. ↑  『米国産コメの輸入急増 業務用の国産高値、外食が調達』日本経済新聞、2017年7月24日。
5. ↑  日本放送協会 (2025年5月13日). “外国産のコメ 流通大手が販売拡大 価格高止まりや品薄感解消へ | NHK”. NHKニュース. 2025年5月13日閲覧。
6. 1 2 3 4 5 6 7 8   California Rice 101, California Rice Commission
7. 1 2  Lauren Savoie (2019-06-12), Finding the Best Sushi Rice, Cook's Illustrated
8. 1 2 3  U.S. Department of Agriculture (1950), Rice Culture in California, Farmers' Bulletin, 2022, Washington, D.C.
9. ↑   Kokuho Rose, Koda Farms
10. ↑  Daniel Geisseler; William R. Horwath (2016), Rice Production in California, University of California, Davis

## リンク
- カルローズについて - USAライス連合会